# Iglesia de San Diego (Bogotá)
La Parroquia de San Diego es un templo católico ubicado en el barrio San Diego de Bogotá. Se encuentra entre las carreras Séptima y Décima, y la
calle Veintiséis, en la localidad de Santa Fe de la ciudad de Bogotá. Su construcción data de inicios del siglo XVII. Tiene la calidad de Bien de Interés Cultural.

## Historia

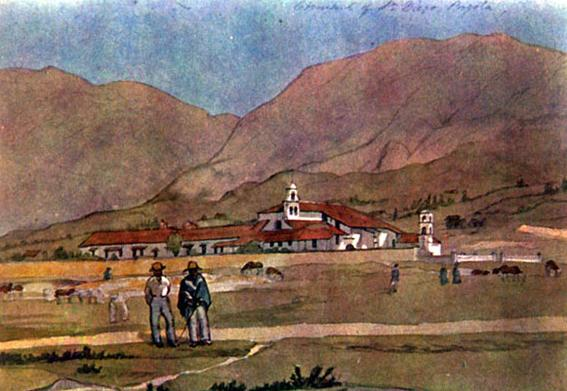
Parroquia según una acuarela de 1850

La primera etapa de la historia del templo comienza en 1606, cuando con el respaldo de Felipe III de España los frailes franciscanos se instalaron allí. La segunda va de 1897 a 1927, cuando San Diego fue elevado a capellanía. Durante aquella época fue muy reconocido en la ciudad el sacerdote y capellán de la iglesia Rafael Almansa, quien ejerció su ministerio en San Diego durante 30 años. La tercera etapa se dio cuando en 1929 pasó a ser parroquia.
La primera pérdida de terreno se dio en el decenio de los años 1920, cuando el claustro tuvo que ceder su costado occidental a la Escuela Militar de Cadetes, cuyo edificio sería por su parte reemplazado por el del Hotel Tequendama. En los años 1940 fue demolida otra porción del mismo costado durante la construcción de la carrera Décima.
Durante los años 1950 su entorno inmediato se vio asimismo alterado por la excavación de los puentes de la avenida Veintiséis.

## Distribución
La actual construcción está compuesta por un claustro de estilo neocolonial donde se encuentra la casa cural, cuyo acceso vehicular se encuentra en la carrera Décima. A su lado hay un claustro de mayores proporciones, que alberga en su centro una fuente, con un segundo piso en tres de los lados del patio, el cual alberga locales comerciales. En el sector sur del conjunto se encuentran la capilla de Nuestra Señora del campo y la iglesia de San Diego, ambas orientadas en sentido oriente-occidente.
La entrada al conjunto se encuentra al sur del edificio, donde antiguamente se extendía el parque Centenario. En su orden se encuentran la capilla y la iglesia, que son paralelas y están compuestas ambas la nave. La capilla cuenta con un coro, con un camarín y una bóveda de cañón de madera como remate. La iglesia presenta las mismas características, salvo que su bóveda es de mampostería.

## Conservación
En 2024 se denunció que la estructura del templo estaba bastante deteriorada a causa del paso del tiempo y las lluvias constantes de la ciudad, por lo que podría colapsar y supone un riesgo para los feligreses. Las autoridades estatales manifestaron que, al ser un bien privado, el Estado no puede intervenir en reparaciones, si bien el edificio es un patrimonio nacional.

## Galería

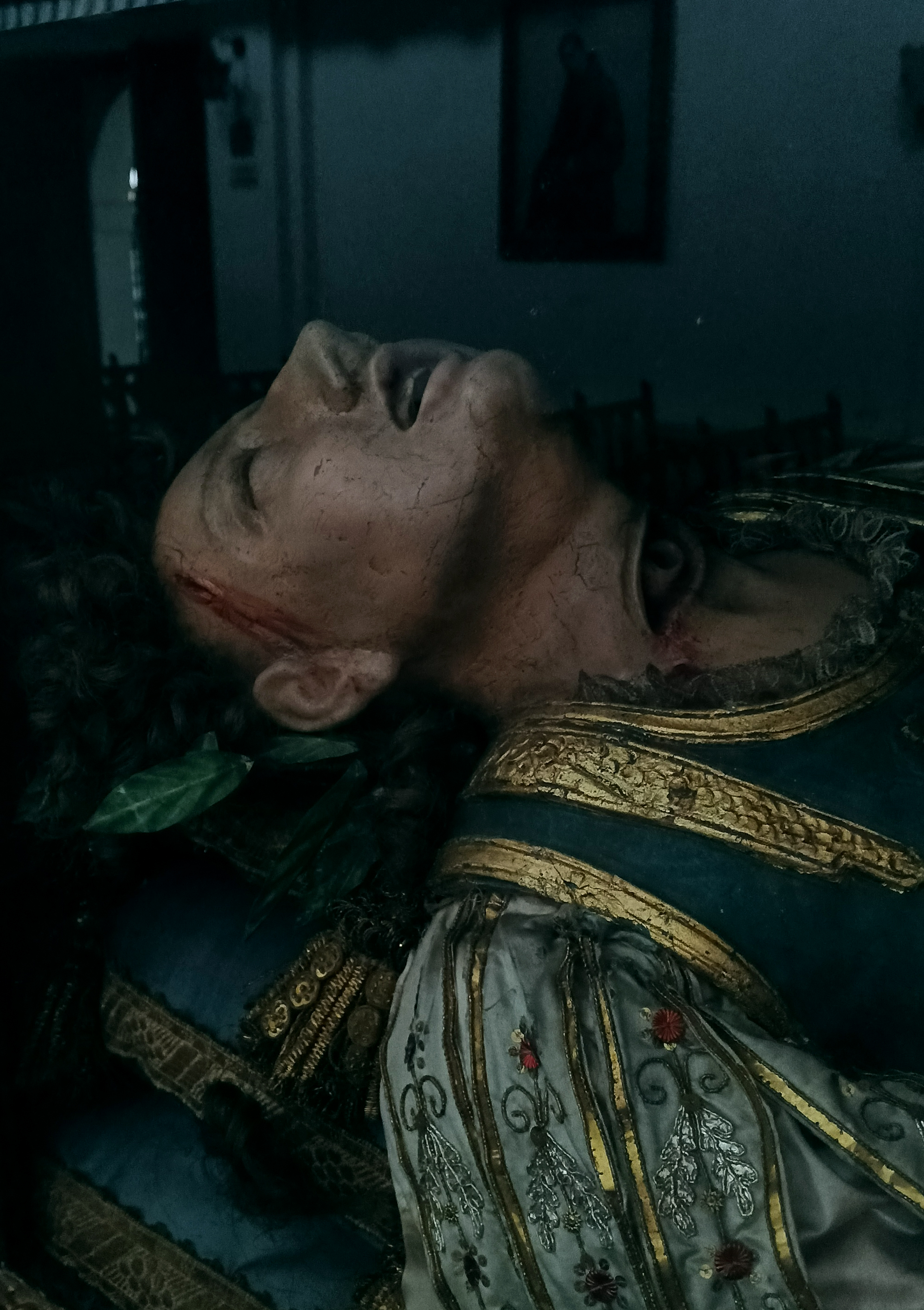
Imagen de cera en la iglesia
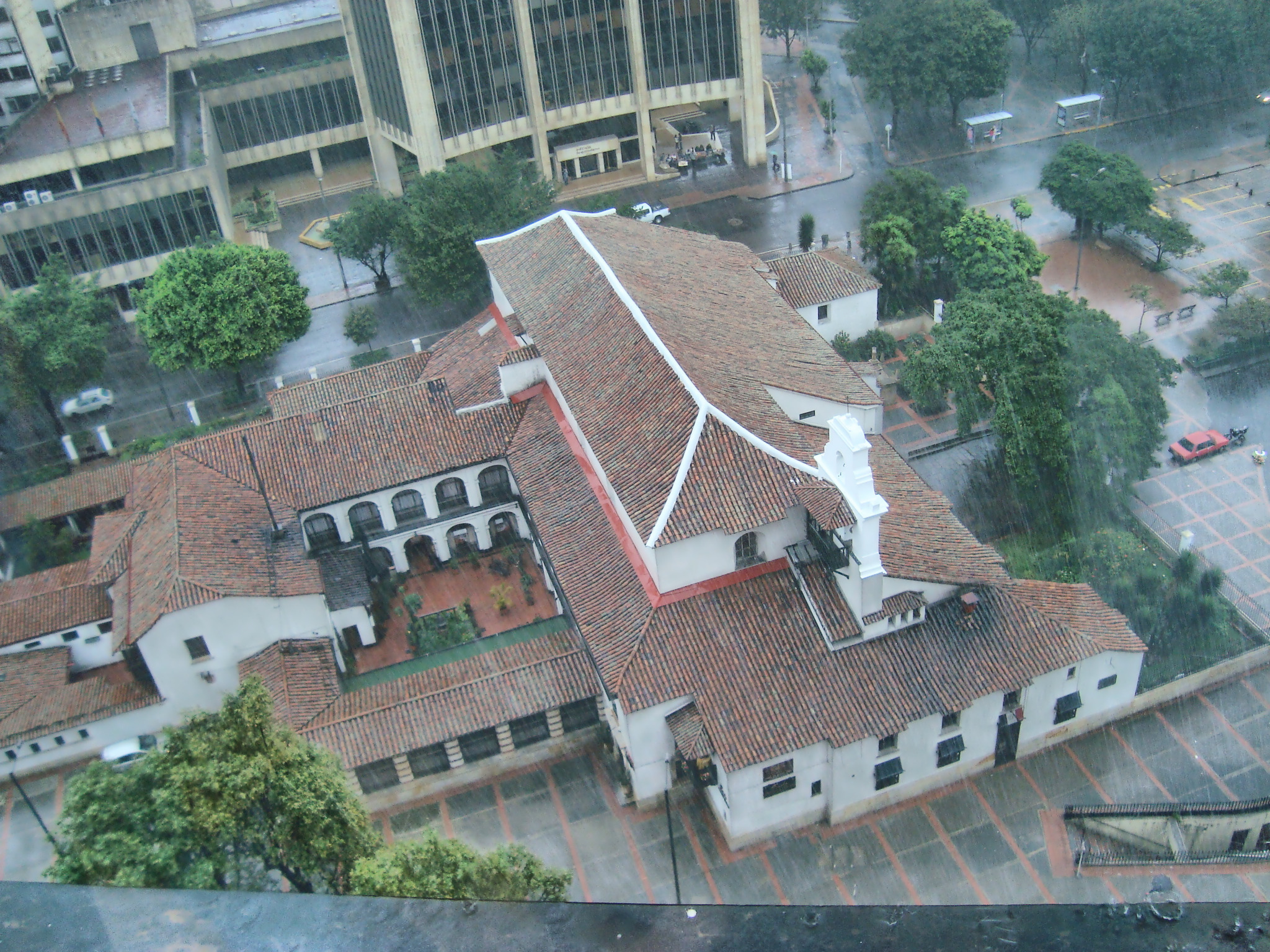
Iglesia vista desde el último piso del vecino Hotel Tequendama
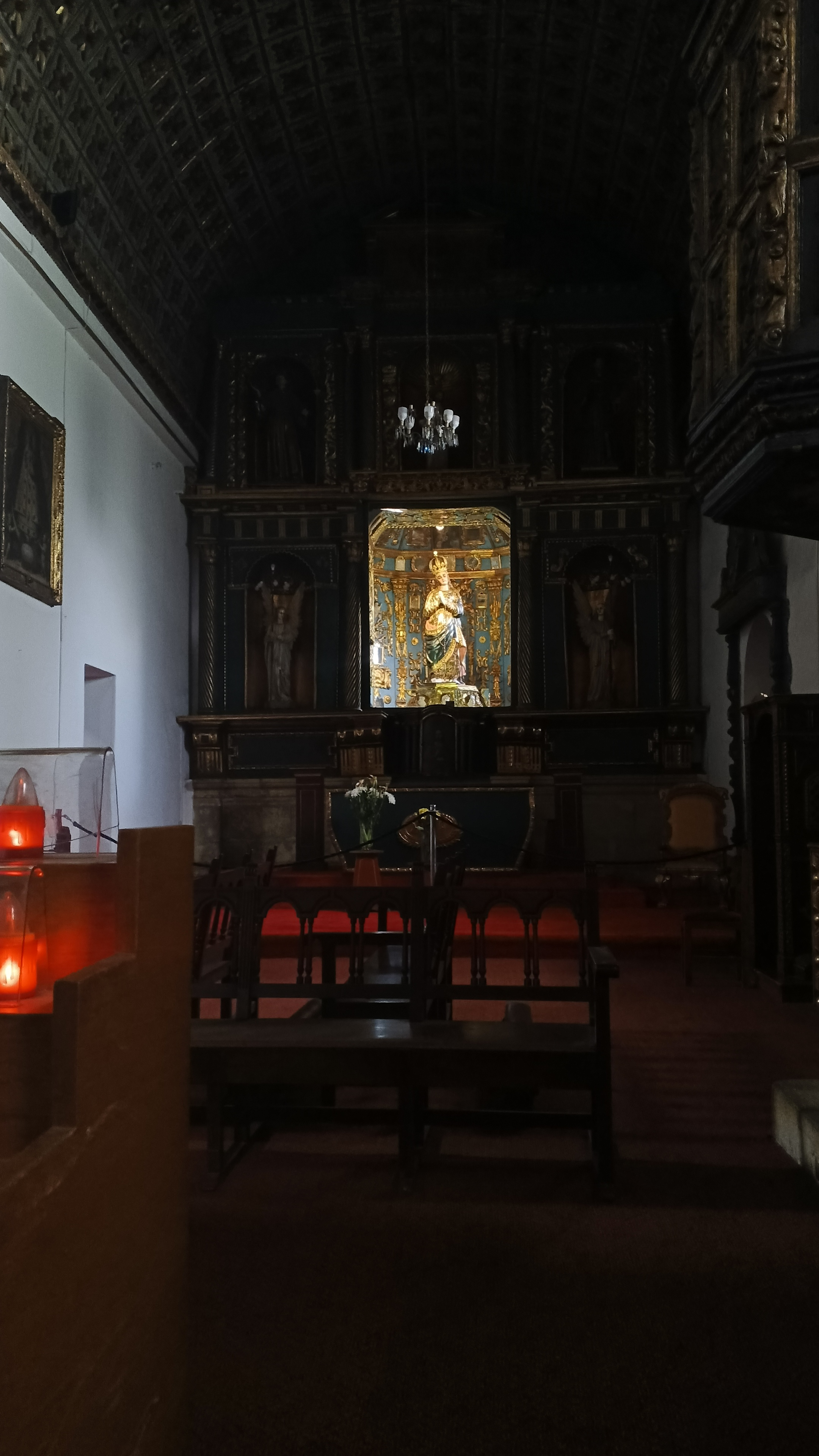
Interior de la iglesia
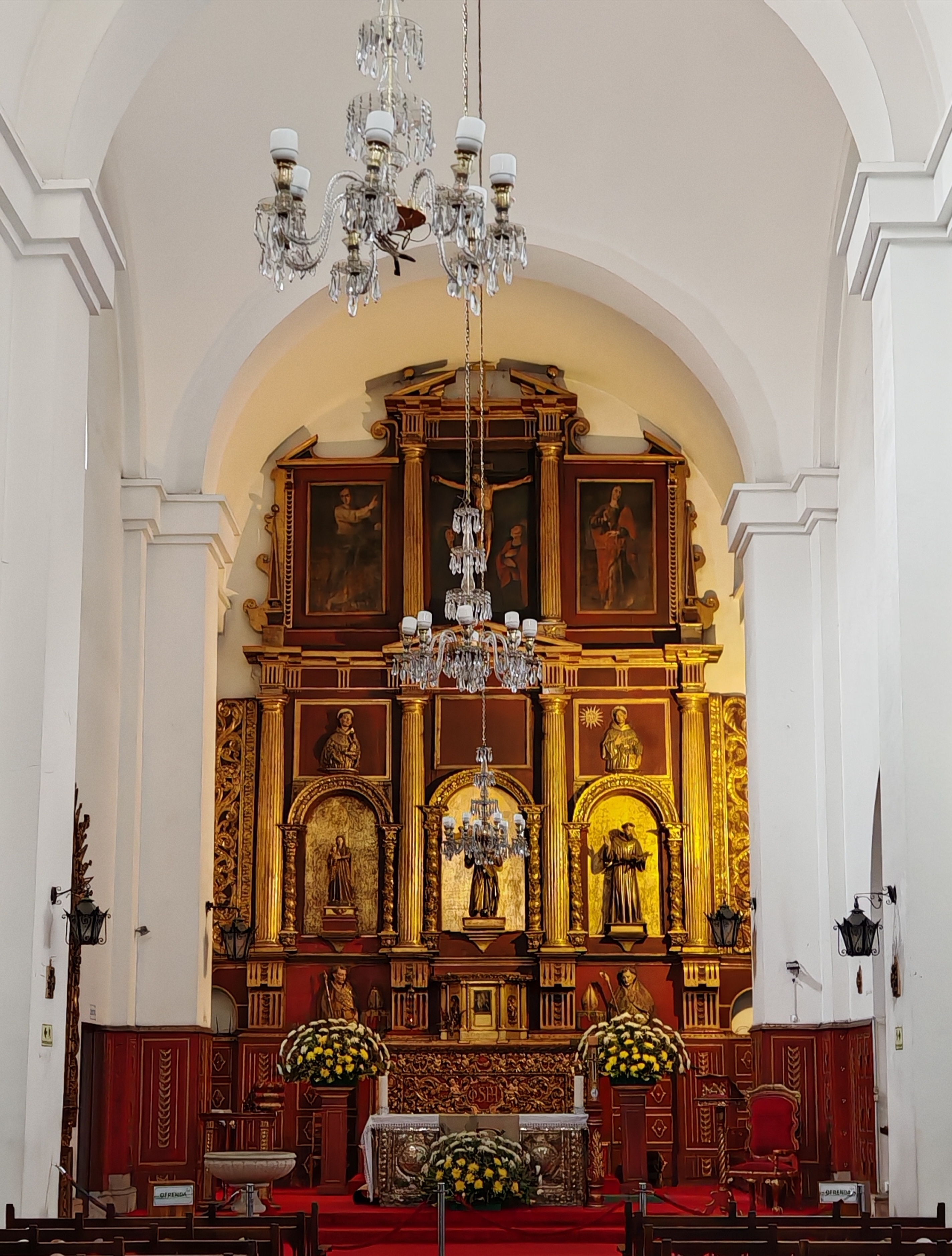
Retablo principal de la Iglesia de San Diego en Bogotá